# 中国人民解放军陆军合成第八十六旅
合成第八十六旅（英語：86th Combined Arms Brigade），又称“沂蒙雄狮”，是中国人民解放军陆军第七十三集团军下辖的一个重型合成旅，驻地福建省福州市。

## 歷史概述
该旅最早编制可追溯至1945年8月成立的八路军山东军区第四师。1967年7月入赣执行“三支两军”任务，1969年10月归福州军区建制江西省军区领导，12月改称陆军第88师。1975年4月，划归陆军第29军建制，改称第86师，调离江西。90年代该师被确定为应急机动作战部队。
2017年，八十六师拆出二五七团和装甲团组建中型合成第八十五旅，余部整编为重型合成旅，为现有编制。

## 沿革
参考资料：
| 部隊番號                 | 使用時期             |
| ------------------------ | -------------------- |
| 八路军山东军区第四师     | 1945年8月-1947年1月  |
| 华东野战军第二十二师     | 1947年1月-1949年2月  |
| 中国人民解放军第七十六师 | 1949年2月-1960年1月  |
| 陆军第七十六师           | 1960年1月-1969年12月 |
| 陆军第八十八师           | 1969年11月-1975年4月 |
| 陆军第八十六师           | 1975年4月-1985年4月  |
| 步兵第八十六师           | 1985年4月-1998年10月 |
| 摩托化步兵第八十六师     | 1998年10月-2017年2月 |
| 合成第八十六旅           | 2017年2月至今        |

## 荣誉
- 祝灵山阻击模范连：前摩步第八十六师二五六团七连，现装步五连